# Ramphotyphlops polygrammicus
Ramphotyphlops polygrammicus este o specie de șerpi din genul Ramphotyphlops, familia Typhlopidae, descrisă de Schlegel 1839. Conform Catalogue of Life specia Ramphotyphlops polygrammicus nu are subspecii cunoscute.